# Kecamatan Arjasa (distrikt i Indonesien, lat -6,89, long 115,37)
Kecamatan Arjasa är ett distrikt i Indonesien.   Det ligger i provinsen Jawa Timur, i den västra delen av landet, 900 km öster om huvudstaden Jakarta. Kecamatan Arjasa ligger på ön Pulau Kangean.